# 聖安妮鎮區 (伊利諾伊州坎卡基縣)
聖安妮鎮區（英語：St. Anne Township）是位於美國伊利諾伊州坎卡基縣的一個行政鎮區。

## 地方資料
根據2010年美國人口普查的數據，聖安妮鎮區的面積為78.50平方千米，當中陸地面積為78.40平方千米，而水域面積為0.10平方千米。當地共有人口2110人，而人口密度為每平方千米26.88人。